# Soprano lírico dramática
La soprano lírico dramática tiene un timbre intermedio entre  lírico y  dramático, su voz es más intensa que una lírico spinto, más generosa y más oscura en todos los registros, posee un único color de grave a agudo. Como una voz madura, no posee mucho de la suavidad del tono lírico ni armónico. Tiene una cierta pequeña cualidad metálica en igualdad de registros, su registro más grave es más extenso y fuerte como los dramáticos.
Su tesitura usual es de un La2 a un Do5

## Sopranos con el timbre lírico dramática
Algunas sopranos con este tipo de timbre son:
- Leontyne Price
- Maria Callas
- Renée Fleming
- Rosa Ponselle
- Régine Crespin
- Leonie Rysanek
- Zinka Milanov
- Germaine Lubin
- Tarja Turunen
- Maria Guleghina
- Carol Vaness

- Datos: Q5681011